# Škoda Auto
La Škoda Auto (IPA: [ˈʃkoda], ) è una casa automobilistica ceca, fondata nel 1923 a Plzeň, quale divisione auto delle Industrie Škoda, oggi distaccata e di proprietà del gruppo Volkswagen AG.

## Storia

### Gli inizi
Al termine della prima guerra mondiale le Industrie Škoda, primario gruppo metallurgico dell'Impero austro-ungarico, si trovarono nella nuova dimensione di maggiore industria della neo costituita Repubblica cecoslovacca, con la pressante esigenza di riconvertire buona parte delle proprie produzioni belliche al mercato civile.
La divisione Škoda Auto per la produzione di automobili di lusso fu ritenuta la soluzione migliore per riconvertire il grande e moderno reparto carrozzerie, impiantato durante il conflitto per l'allestimento degli autocarri militari.

### La Škoda Hispano-Suiza (1923 - 1929)
A tal scopo, nel 1923, venne firmato un accordo di collaborazione con la Hispano-Suiza per la fornitura di autotelai "Tipo H6B", da completare con carrozzeria realizzata dalla Škoda e commercializzate con il marchio Škoda Hispano-Suiza.
Il primo esemplare fu consegnato, nel 1926, al premier cecoslovacco Antonín Švehla, quale auto ufficiale di rappresentanza del primo ministro, al prezzo di 280.000 Corone.
Il basso numero di ordinativi, fece subito intuire lo scarso successo dell'iniziativa, primariamente dovuto alla grave crisi economica del dopoguerra e all'inadeguato know-how nella costruzione di automobili civili che non permetteva di offrire un prodotto concorrenziale rispetto alla connazionale Praga, produttrice su licenza delle ben più prestigiose Isotta Fraschini Tipo 8 e Tipo 8A. Inoltre, i costi per la fornitura delle meccaniche non lasciavano adeguati margini commerciali.
La produzione "Škoda Hispano-Suiza" proseguì stancamente fino al 1929, realizzando poche decine di esemplari, in maggior parte consegnati a rappresentanti delle istituzioni.

### La Laurin & Klement – Škoda (1925 - 1928)
Per ovviare all'handicap la Škoda decise di acquisire, nel 1925, il rinomato marchio Laurin & Klement, in quegli anni afflitto da una grave crisi finanziaria.

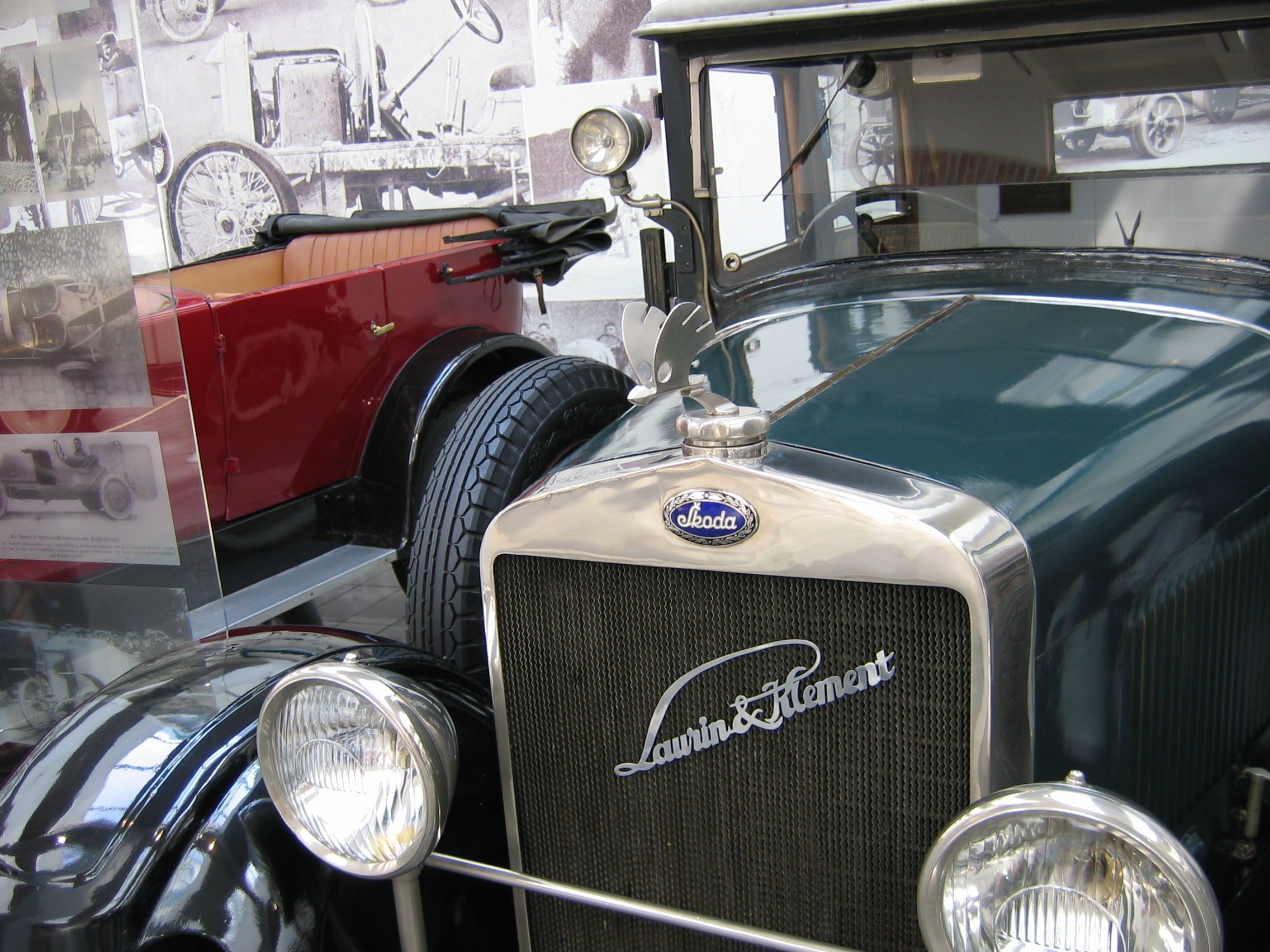
Laurin & Klement - Škoda 110 del 1925

La direzione tecnica venne affidata a Václav Laurin e la nuova produzione di automobili, motocicli e biciclette venne posta sul mercato con il marchio Laurin & Klement – Škoda, o L&K - Škoda.
La gestione Škoda permise di continuare la produzione della gamma automobilistica L&K; una decina di modelli con motori di 4 e 6 cilindri, dalla cilindrata compresa tra 1.500 e 5.000 cm³. Inoltre fu possibile avviare finalmente la costruzione della "Tipo 110", il cui varo era stato sospeso sine die per le difficoltà economiche.
Il rinnovamento attuato dalla Škoda nella fabbrica di Mladá Boleslav fu molto radicale e riguardò la realizzazione di una moderna linea di montaggio per la costruzione in serie delle vetture e la progettazione di una nuova gamma di motori a 4, 6 e 8 cilindri, destinati ad equipaggiare le serie denominate "4R", "6R" e "8R".
Tuttavia, nonostante le innovazioni, i prodotti "L&K Škoda" non incontrarono la grande diffusione sperata, anche per la grande concorrenza rappresentata dalla Tatra.

### La Škoda Auto (1928 - )

#### Tra le due guerre mondiali (1928 - 1940)
Nel 1928, all'uscita di scena di Laurin, fu abbandonata la costruzione di veicoli a due ruote, così come il marchio "Laurin & Klement – Škoda", per assumere definitivamente il marchio Škoda.
Nel 1930 l'azienda sfiorò il tracollo e decise una radicale trasformazione della gamma prodotta, verso vetture che potessero essere accessibili ad una più larga fascia di utenti. Il reparto tecnico, ampiamente ringiovanito, iniziò un febbrile triennio di intenso lavoro progettuale e sperimentale che rappresenta ancor oggi il periodo più ispirato e fecondo nella storia della Škoda.
Furono ideati e realizzati vari interessanti prototipi di automobili economiche, tra i quali anche il pregevole "432" del 1932 che, seguendo i concetti tecnici esposti alcuni mesi prima da Ferdinand Porsche con la "Type 12", delineava nella forma e nello schema tecnico una sorta di anticipazione del "Maggiolino".

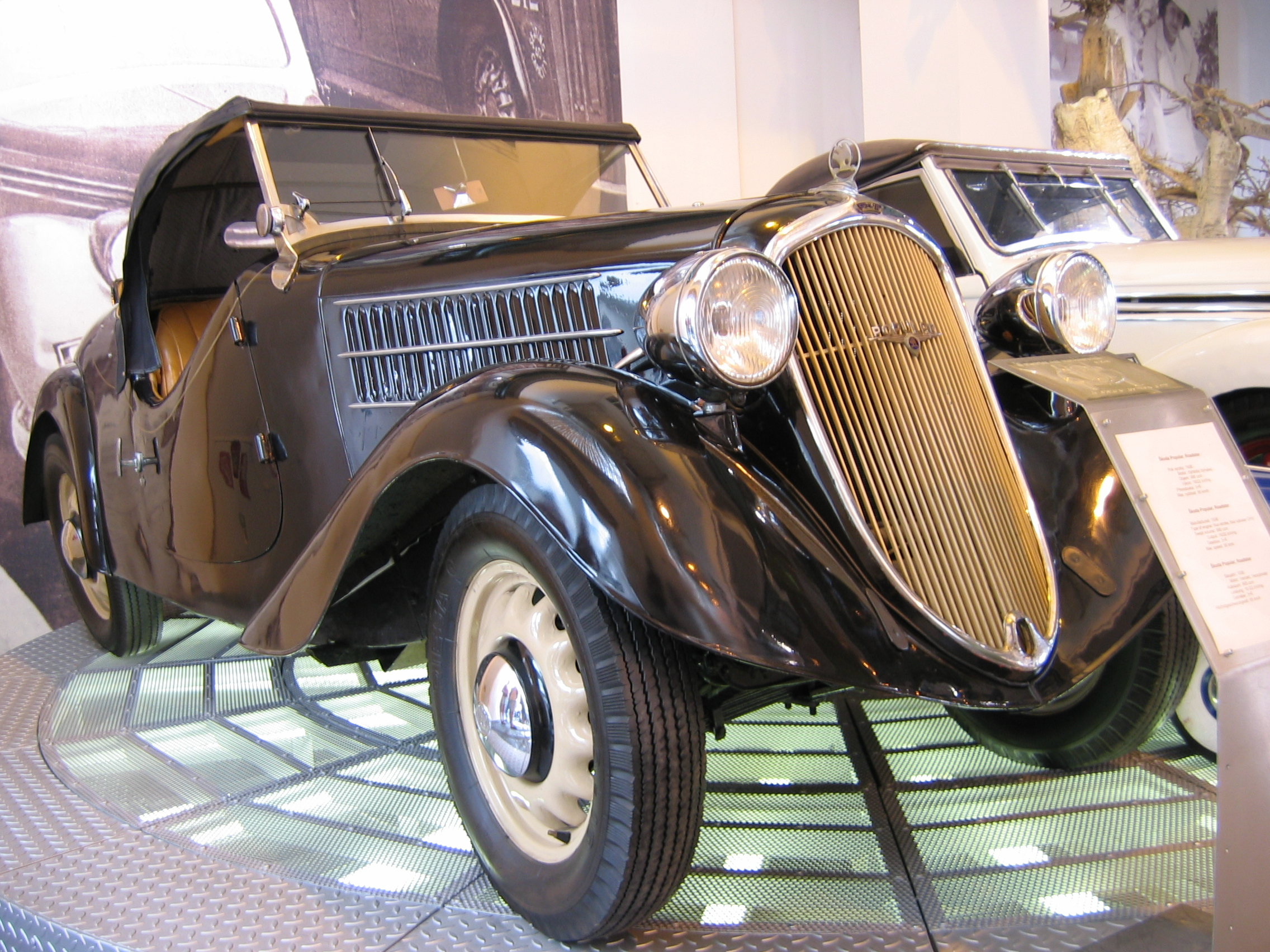
Škoda Popular Rapid Roaster del 1936

Tra le varie proposte fu scelta una soluzione meno innovativa, ma di grande modernità e di rottura con gli schemi tecnici tradizionale della "L&K", destinata a caratterizzare la produzione della casa cecoslovacca nel successivo trentennio. La Škoda 420, poi ribattezzata "Popular", dal nome della versione più economica, fu presentata alla fine del 1933 e ottenne un enorme successo che presto generò una "famiglia" di vetture derivate in molte versioni e allestimenti. La piccola cilindrata e il basso costo di produzione, dovuto allo schema essenziale, ma robusto, permise di mettere in vendita la vettura ad un prezzo molto accessibile, allargando enormemente la fascia dei possibili clienti. Nel 1935, ad esempio, la versione "spider" costava 17.800 Corone, al pari di una motocicletta con sidecar.
Le vendite della "Popular" fecero da traino anche ai residui modelli della tradizione "L&K - Škoda" rimasti in produzione, come il modello intermedio "Favorit" e la lussuosa "Superb".
Oltre al continuo rinnovamento della gamma "Popular", nel 1935 il reparto tecnico presentò il pregevole prototipo "935"; una lussuosa berlina aerodinamica "tutto dietro", simile alla Tatra 77. Pur sviluppato allo stadio definitivo, il prototipo non giunse alla produzione in serie, a causa delle Crisi dei Sudeti che sconvolse la Prima Repubblica cecoslovacca, portando alla formazione della Seconda Repubblica cecoslovacca, del Protettorato di Boemia e Moravia e verso la seconda guerra mondiale, imponendo la riconversione industriale alla produzione bellica.

#### Il dopoguerra (1945 - 1948)

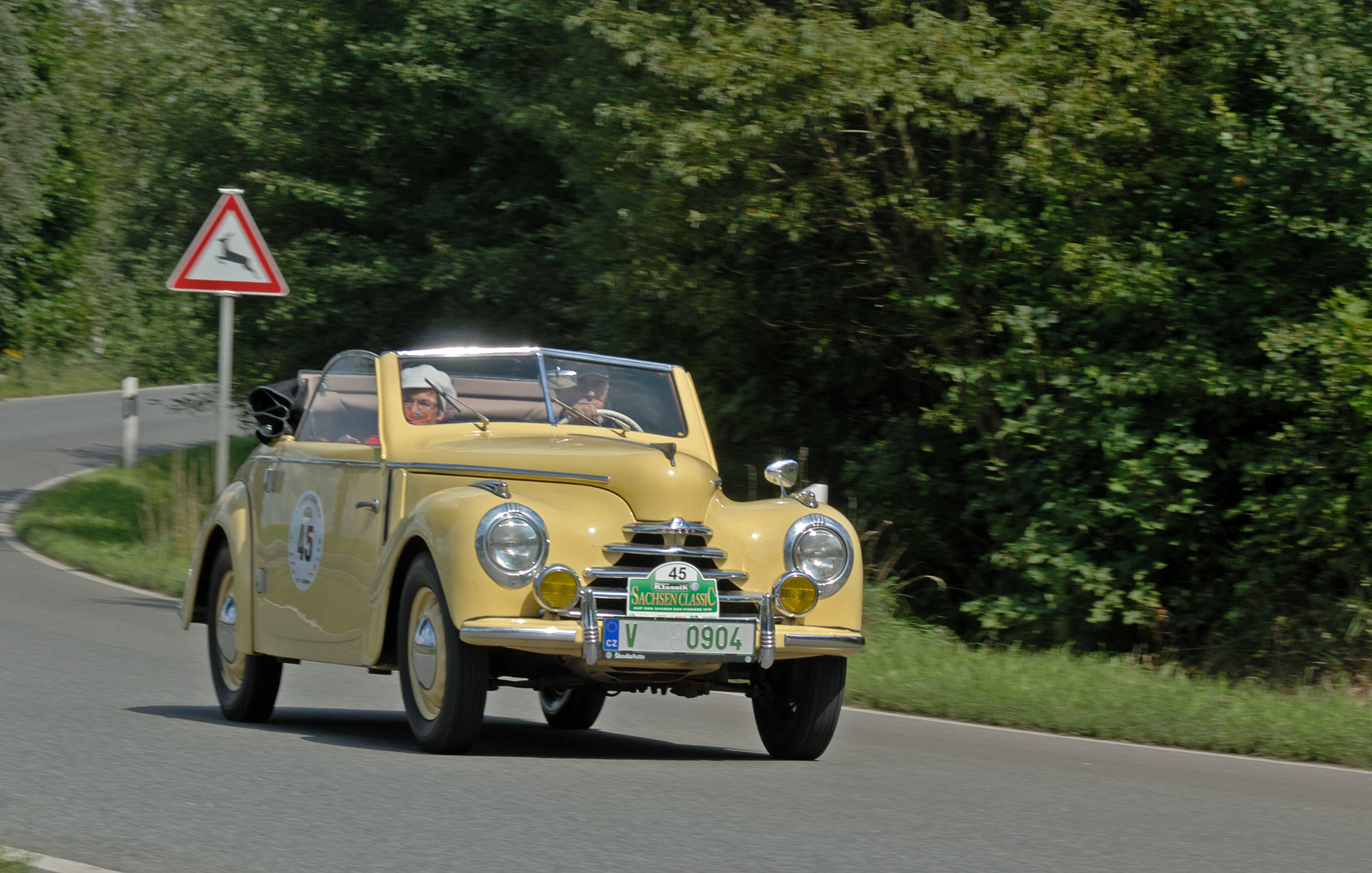
Škoda Tudor 1101 del 1948

Le confuse vicissitudini politiche che seguirono la fine della guerra, con la nascita della Terza Repubblica cecoslovacca, videro i tentativi di rinascita dell'industria automobilistica cecoslovacca, composta dalle tre maggiori aziende automobilistiche del Paese, Škoda, Tatra e Praga. Quest'ultima, nell'impossibilità di riprendere la produzione, chiuse definitivamente i battenti nel 1947.
Anche gli opifici Škoda di Mladá Boleslav erano stati pesantemente colpiti dai bombardamenti Alleati durante il conflitto, ma le maestranze riuscirono a rendere operativa una parte del grande complesso industriale, iniziando nuovamente a produrre automobili, tra mille difficoltà.
In assenza di risorse economiche per la progettazione e sviluppo di nuovi modelli, fu necessario riprendere lo schema "Popular" che, nel 1946, diede vita alla "1101". Si trattava della vecchia "Popular" con una carrozzeria esteticamente ispirata alle berline Packard dei primi anni quaranta.

#### Il periodo sovietico (1948 - 1980)
Il colpo di stato comunista del febbraio 1948 pose la Cecoslovacchia nell'ambito d'influenza sovietico e la Škoda fu nazionalizzata. Tuttavia, la situazione di stabilità politica non risolse lo stato di precarietà produttiva dell'azienda che per altri 15 anni continuò a basarsi su varianti della "Popular", come i modelli "Felicia" e la "Octavia".

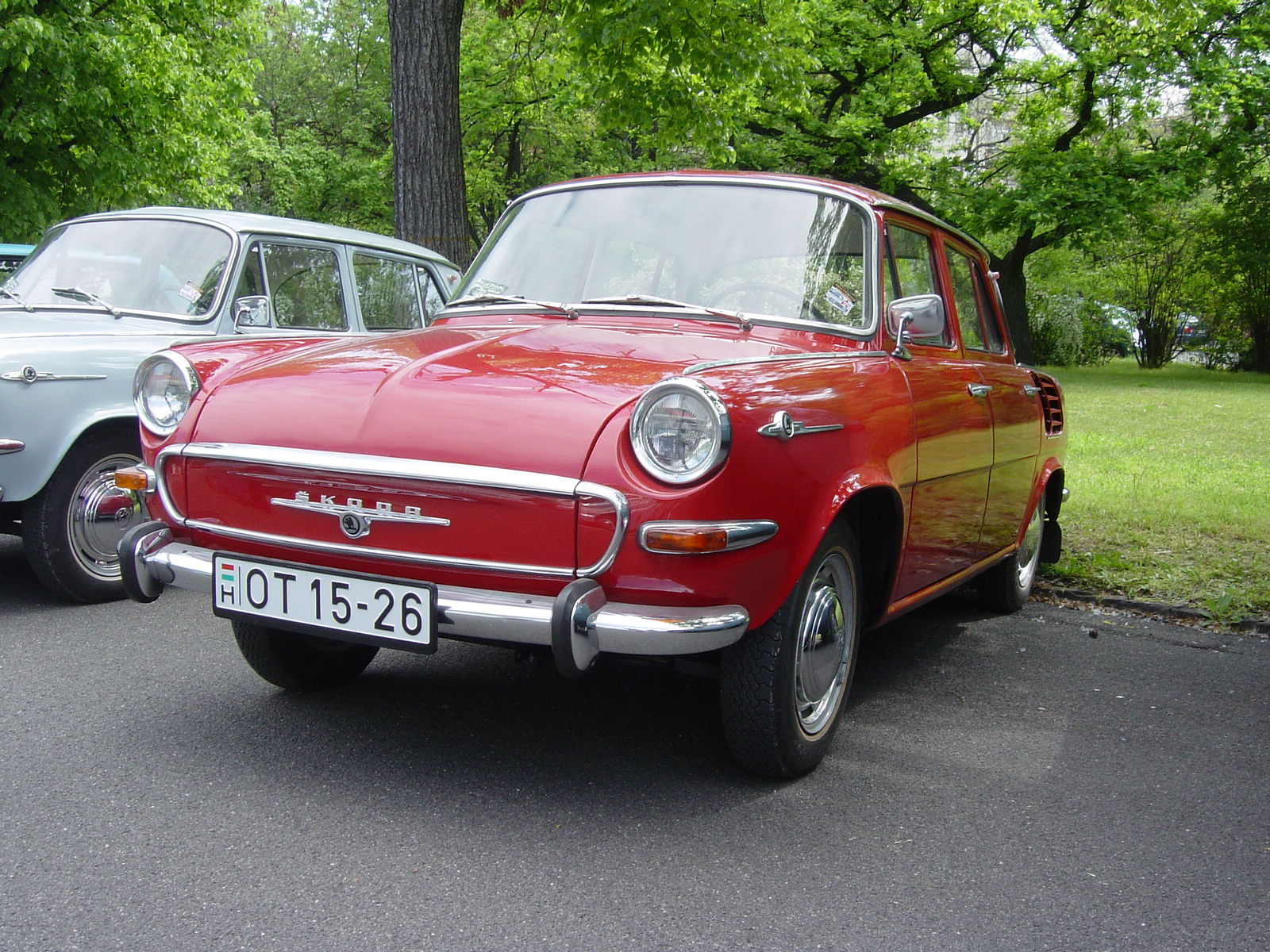
Škoda 1000 MB del 1964

La svolta produttiva del "corso sovietico" avviene nel 1964, con l'ultimazione dei lavori di ricostruzione parziale delle strutture industriali del complesso di Mladá Boleslav. Nel nuovo impianto, capace di sfornare 600 vetture al giorno, viene messa in produzione la Škoda 1000 MB per la quale fu rispolverato e ammodernato il concetto "tutto dietro", delineato dal prototipo "432" del 1932. Tutta la gamma precedente derivata dalla "Popular" fu dismessa, ad eccezione della "Octavia Wagon" che nei suoi allestimenti commerciali verrà prodotta fino ai primi anni settanta.
Il modello "1000 MB" (sigla di Mladá Boleslav), si dimostrò subito ben riuscito e in grado di competere con la moderna produzione economica occidentale, all'epoca principalmente composta dai modelli Simca 1000, Renault 8 e Fiat 1100. Inoltre la notevole quantità di vetture prodotte consentiva di avviarne una buona parte all'esportazione, rappresentando una considerevole fonte di approvvigionamento di "moneta pregiata" e, soprattutto, di propaganda per il livello tecnologico raggiunto dai prodotti realizzati nei Paesi del COMECON.
Come per la "Popular" anche il modello "1000 MB" e i suoi molti derivati, furono a lungo prodotti, ammodernando continuamente l'estetica e affinando le componenti tecniche. A partire dalla prima metà degli anni settanta, però, il confronto tecnico con i nuovi modelli dell'Europa occidentale si fece insostenibile, comportando un preoccupante calo delle esportazioni. Per alcuni anni la Škoda fece fronte al problema barcamenandosi tra il destinare un maggior numero di esemplari verso il mercato interno e l'esportare prodotti con prezzi di vendita molto più bassi dei modelli occidentali corrispondenti per cilindrata e dimensioni, ma alla fine degli anni settanta le esportazioni crollarono vertiginosamente, creando un forte scompenso nella bilancia commerciale cecoslovacca.

#### Tra oriente e occidente (1981 - 1991)
Nel 1981, preoccupato dalla riduzione di valuta pregiata, il Governo Cecoslovacco varò un piano industriale che prevedeva la realizzazione di un'automobile moderna che consentisse nuovamente forti numeri nelle esportazioni.

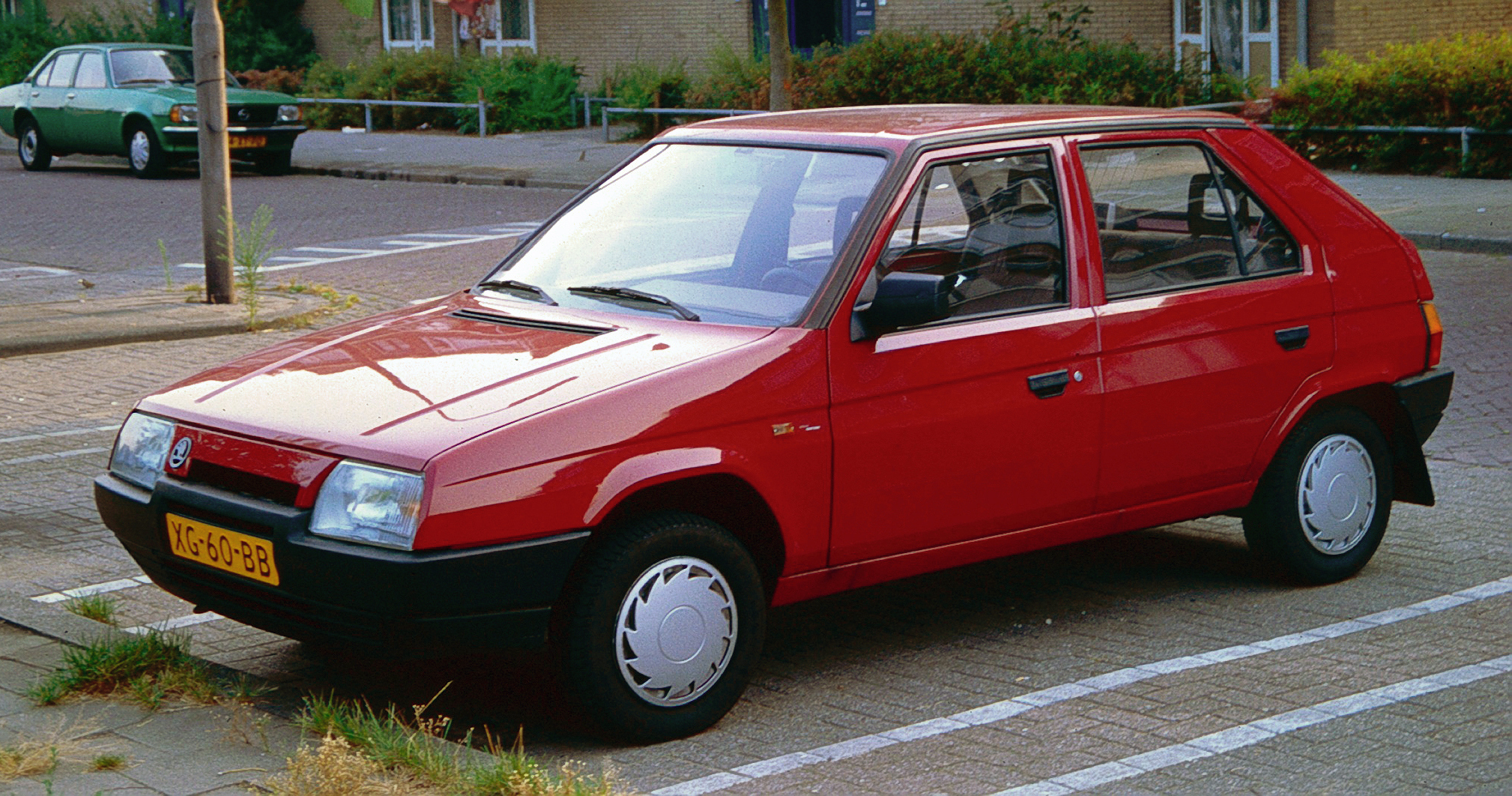
Škoda Favorit del 1988

Attraverso la Ostpolitik, portata avanti dal cancelliere della Repubblica Federale Tedesca Willy Brandt negli anni settanta, era iniziato un clima di distensione tra gli Stati europei appartenenti ai due blocchi, ma l'invasione sovietica dell'Afghanistan nel 1979 aveva innescato una escalation della "guerra fredda" che, all'inizio degli anni ottanta, portò a indirizzare gli investimenti industriali del Patto di Varsavia su produzioni militari, togliendo fondi ai piani industriali civili.
La realizzazione del "nuovo corso" ebbe inizio, nel 1984 attraverso la mediazione della Sidamotor di Torino che prese contatti con la carrozzeria Bertone. Rallentato e ostacolato dalle difficoltà economiche cecoslovacche, il progetto esecutivo della nuova "Favorit" fu definito alla fine del 1986 e realizzato, con la consulenza tecnica della Porsche, nel 1987.
Completati i primi 200 esemplari pre-serie all'inizio del 1988, la "Favorit" ottiene un successo di vendite notevole, con 21.000 unità prodotte nel 1988 e 80.000 nel 1989. Due anni più tardi, entra in produzione anche la versione station wagon, la "Forman".

#### Il gruppo Volkswagen (1991 - )
A partire dal 28 marzo 1991, con la ragione sociale Škoda a.a.s. (sigla di automobilová akciová společnost) inizia la joint venture tecnico-economica con il gruppo Volkswagen, il quale rileverà l'intero pacchetto azionario Škoda nel 2000, assegnandogli l'attuale ragione sociale Škoda Auto a.s..
Nel 1994, dopo aver prodotto il milionesimo esemplare di "Favorit", viene presentato il modello "Felicia", rivisitazione della "Favorit" che presenta alcune modifiche estetiche, miglioramenti delle finiture interne e la possibilità di montare i motori Volkswagen "1.6" benzina e "1.9" diesel, in aggiunta al motore "1.3" benzina prodotto a Mladá Boleslav. Favorito anche dal nuovo corso economico che la fine della transitoria Repubblica Federale Ceca e Slovacca e l'istituzione della Repubblica Ceca aveva portato, la "Felicia" ottiene un successo notevole, tanto che si rese necessaria la costruzione di un nuovo stabilimento a Vrchlabí, nel distretto di Trutnov, per soddisfare tempestivamente la domanda.
La "Octavia", entrata in produzione nel 1996, rappresenta il primo modello Škoda interamente progettato sotto l'egida della Volkswagen.
Nel nuovo millennio nascono nuove vetture, quali la Fabia (che sostituisce la Felicia), la Superb (modello di punta della casa boema, realizzata sulla base della Volkswagen Passat che riscopre il lusso di alcune Škoda d'epoca), la Roomster e la Yeti, (un SUV compatto). Del 2011 è la piccola della casa, la Citigo, derivata dalla Volkswagen Up! e venduta sul mercato estero a partire dall'estate 2012. Del 2012 un modello del segmento C a tre volumi la Rapid.
Nel 2016, con inizio vendite dal 2017, è stato presentato il SUV Kodiaq.
Nel 2018, dopo ricavi record nel 2017 di 16,6 miliardi di euro (con un aumento del 20,8% rispetto al 2016), la società vive una fase di crescita su tutti i mercati mondiali: a doppia cifra in Francia e in Italia, è addirittura il primo marchio "straniero" in Germania. E ora pensa a crescere in India e Cina.
Nel 2019 vengono presentati i nuovi modelli Scala e Kamiq: una berlina e un city SUV realizzati sulla stessa piattaforma.
Nel 2020 viene messa in commercio la nuova generazione di Octavia.

### L'attività sportiva

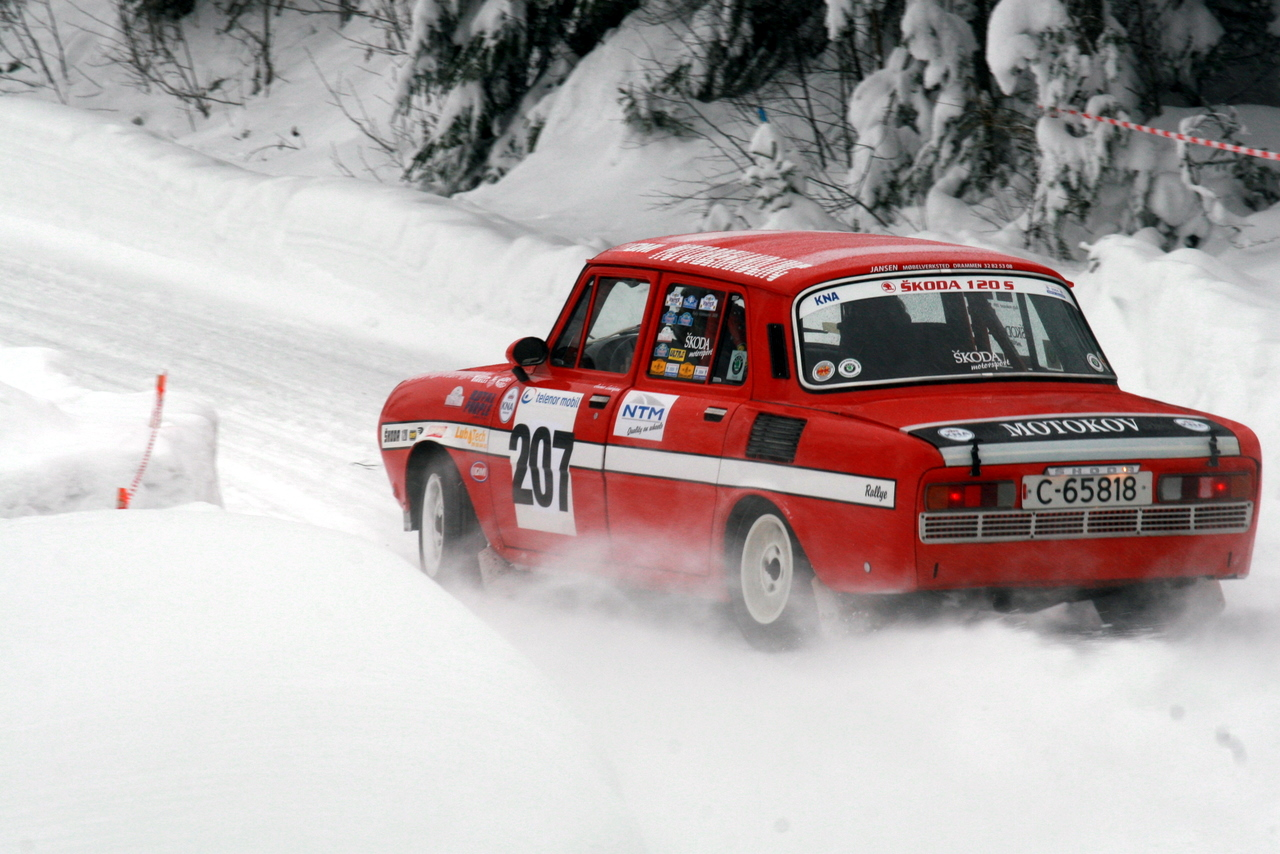
Škoda 120 S Rally del 1974 impegnata in una gara per vetture storiche Hokksund

Contrariamente alla tradizione Laurin & Klement, la Škoda non indirizzò l'attività sportiva della casa verso le corse velocistiche su pista, se non in saltuarie occasioni. Nella specialità si ricorda una monoposto da Formula 3 negli anni settanta e una barchetta su meccanica "1100 OHV", costruita dal 1957 al 1960 per piloti privati, che colse numerose vittorie in gare nazionali tedesche, polacche e, ovviamente, cecoslovacche.
All'uscita del modello "Popular", la cassa di risonanza delle gare fu utilizzata soprattutto per dimostrare la robustezza delle vetture Škoda che per l'esile struttura e la piccola cilindrata, venivano messe facilmente in discussione. La Škoda fu così portata ad avviare un programma di impegnativi raid, molto in voga e seguiti dal pubblico negli anni trenta, che portarono i modelli "Popular" in tutta Europa e nei continenti limitrofi, raggiungendo lo scopo di conferire alle vetture una fama di solidità strutturale e meccanica che ne favorì fortemente l'esportazione.
Tramontata l'epoca dei raid, a partire dagli anni cinquanta, l'attività sportiva della Škoda iniziò a concentrarsi sui rally, ottenendo una lunga serie di ottimi risultati, anche in gare internazionali.

### Il logo della "freccia alata"
Per le prime vetture della "Škoda Auto", vendute con i marchi "Škoda Hispano-Suiza" e "Laurin & Klement – Škoda" venne adottato un logo formato da una targhetta ellittica con al centro il nome "Skoda", perimetralmente adornata da una corona d'alloro.

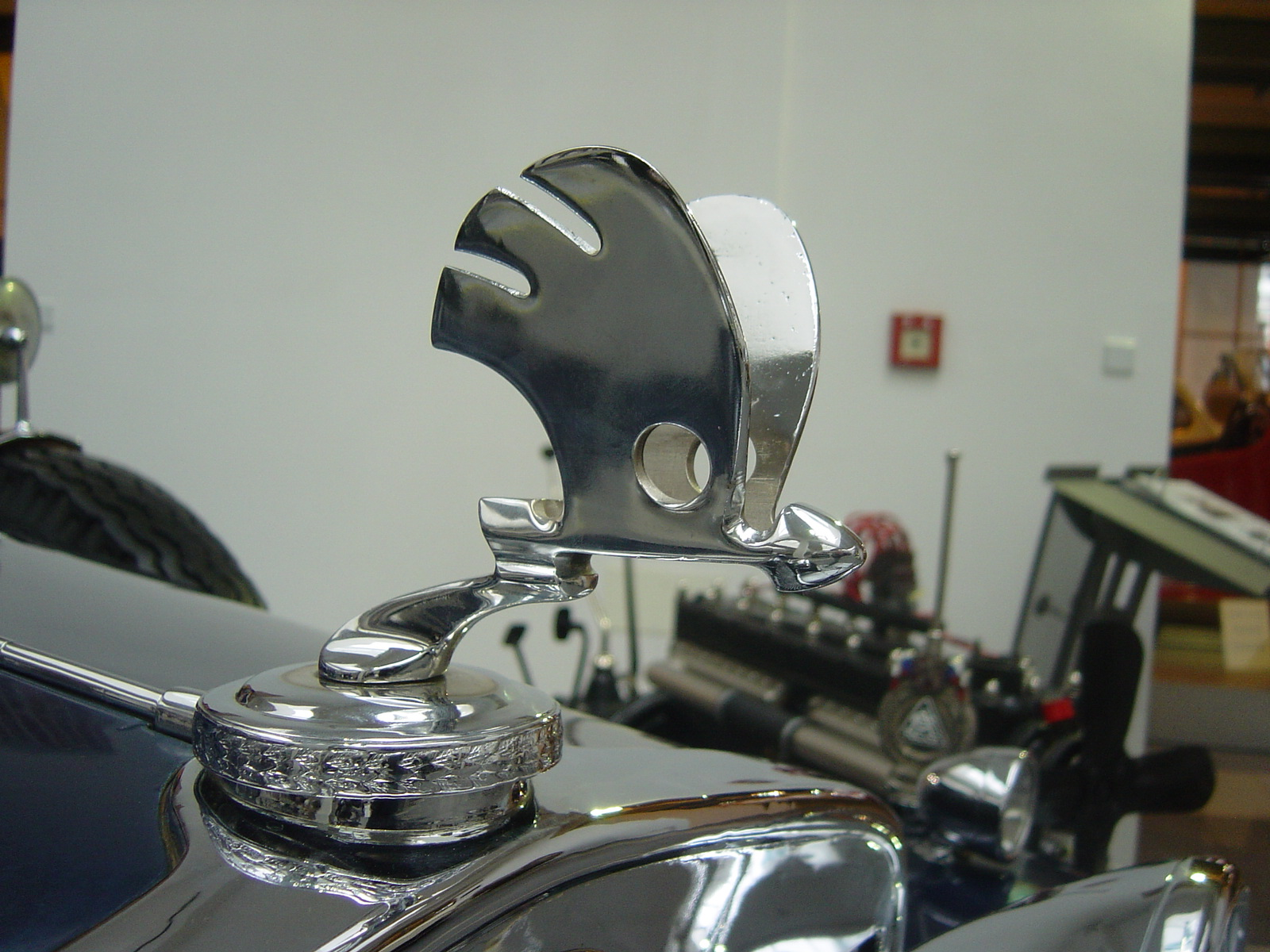
Tappo del radiatore con simbolo Škoda del 1932

Il famoso logo con la "freccia alata", tuttavia, era già esistente. Infatti, nel 1922, la Škoda aveva indetto un concorso aperto ai dipendenti per trovare un emblema adatto a caratterizzare le varie produzioni aziendali, con particolare riguardo ai motori aeronautici, la cui produzione era fortemente aumentata dopo che il patto di Versailles aveva inibito la costruzione di aerei alla Repubblica di Weimar.
Tra le 300 proposte consegnate, fu scelta quella che riportava la stilizzazione di un copricapo e di una freccia degli indiani d'America, realizzata da un operaio del quale non si conosce il nome, né la fonte d'ispirazione.
Alcuni storici suppongono che l'operaio si sia ispirato a un bassorilievo con la testa di un indiano collocato negli uffici della Škoda. Altri, più credibilmente, ipotizzano che si sia ispirato all'arma che contraddistingueva gli aerei della Squadriglia Lafayette, all'epoca divenuta simbolo di libertà tra gli indipendentisti dell'Impero austro-ungarico e dell'Impero tedesco.
Il nuovo logo fu depositato il 15 dicembre 1923, nella versione a "5 penne", utilizzata sui motori aeronautici fino al 1926, quando fu sostituita dalla versione a "3 penne".
La "freccia alata", che sarebbe più corretto definire "pennuta", iniziò a comparire sui radiatori delle automobili dopo l'abbandono del logo ellittico, probabilmente a partire dal 1932.
In seguito alla formazione della joint venture con il gruppo Volkswagen, il logo fu sottoposto ad un lungo studio grafico per giungere alla conformazione registrata nel 1993 e rimasta invariata fino al 2011, anno in cui venne presentato ufficialmente il nuovo logo.

## Impianti produttivi

### India
Dal 2001 l'azienda è presente sul mercato indiano con una sua filiale diretta, la Škoda Auto India Private Limited e ha iniziato a produrre le auto in complete knock down presso un impianto produttivo sito a Shendra, vicino a Aurangabad nello stato del Maharashtra. Il primo veicolo prodotto fu la Octavia.
Dal 2009 le vetture vengono prodotte presso lo stabilimento Volkswagen situato a Chakan, impianto in grado di produrre 110.000 veicoli all'anno.
La filiale indiana è quella preposta alla distribuzione dei modelli Škoda anche in Sri Lanka, Nepal e Thailandia e ha dichiarato una vendita di oltre 65.000 esemplari nei primi 8 anni di attività

## Loghi

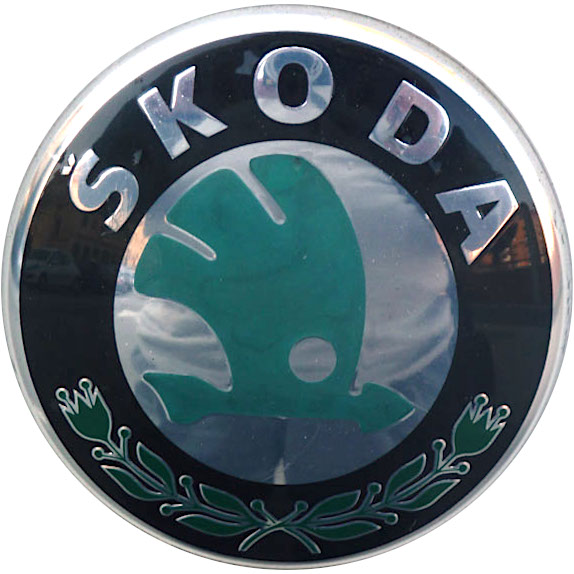
1986-1990
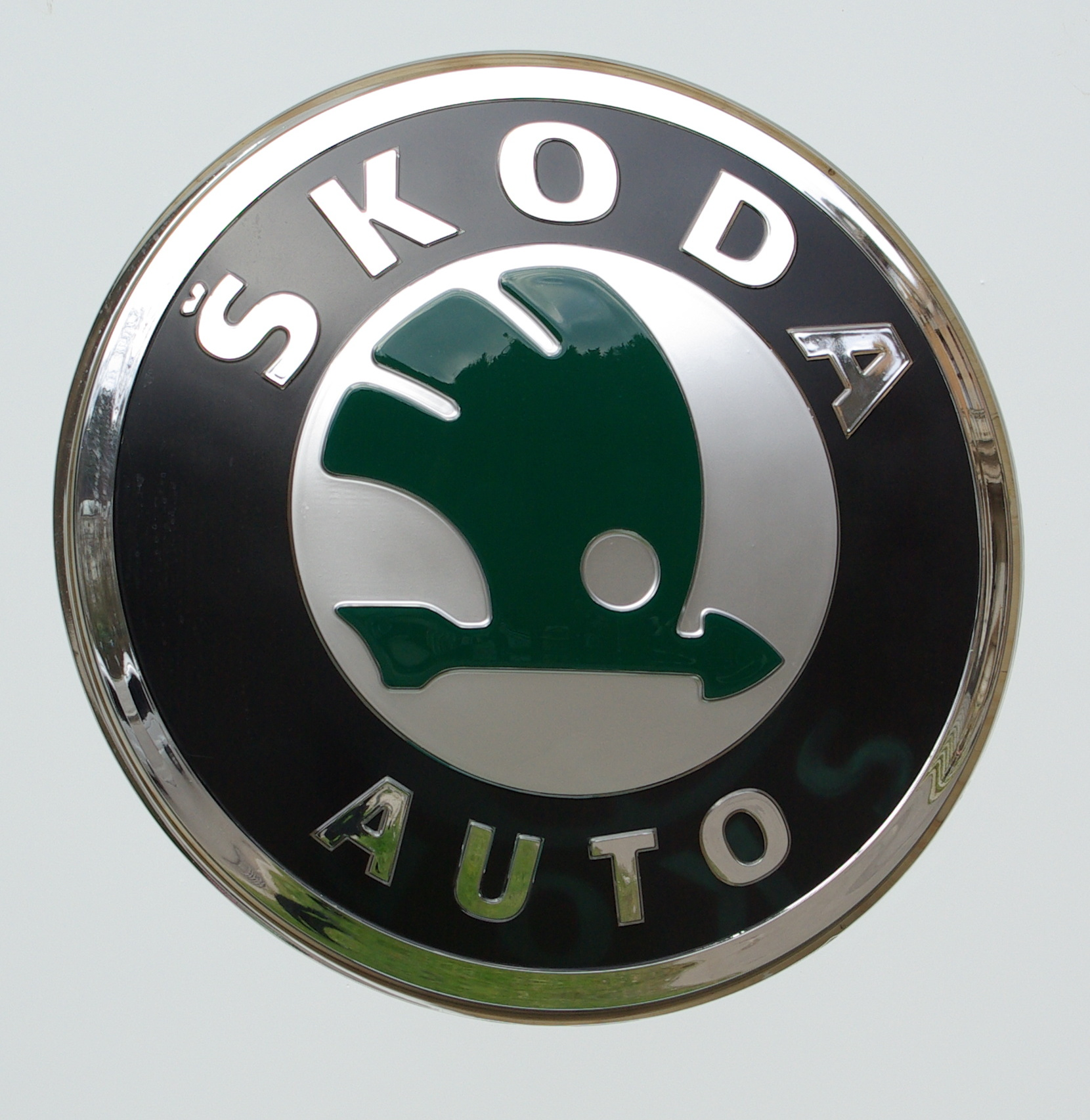
1991-2010
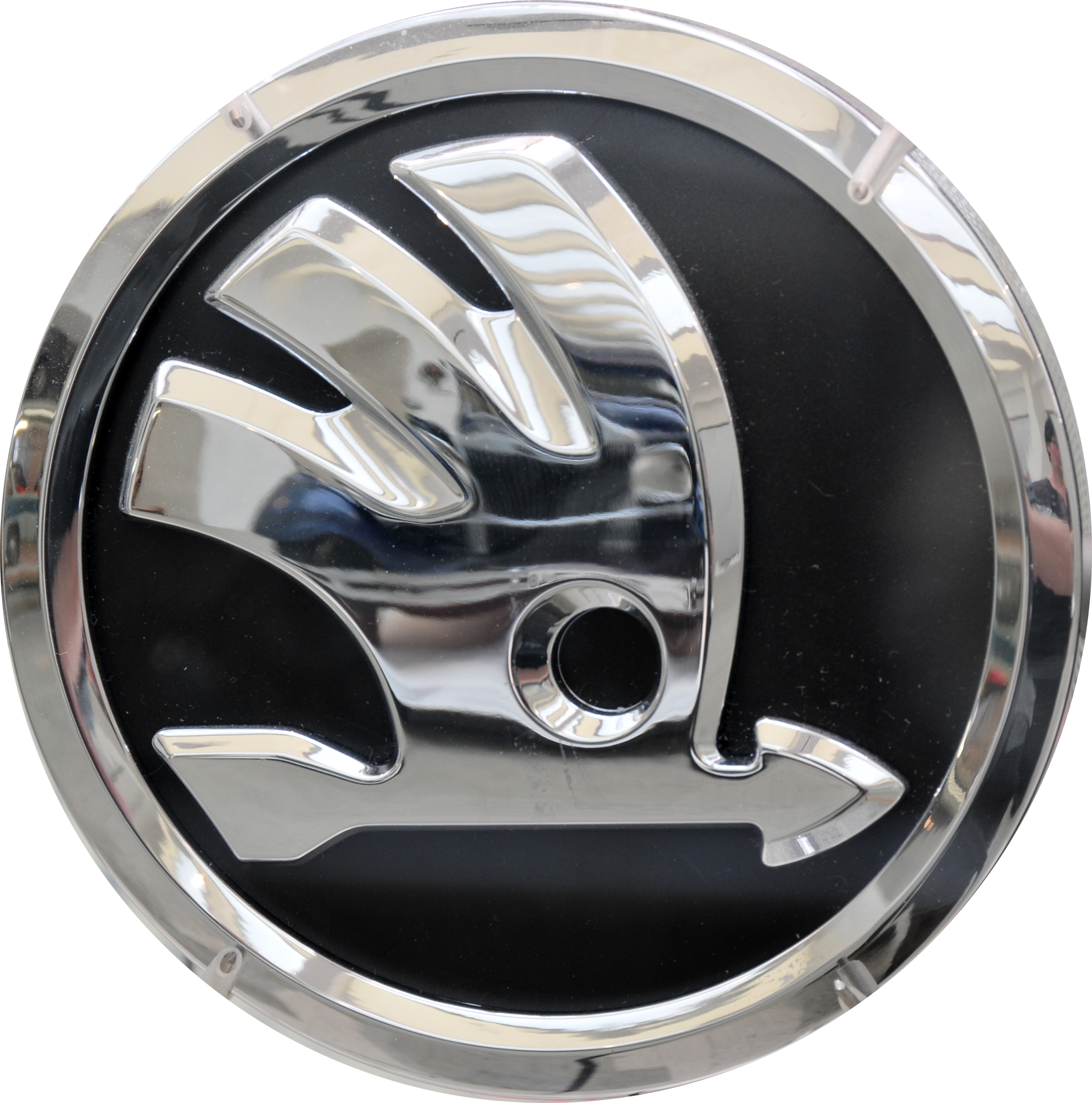
2011-2015